# Ophion
Ophion (лат. , от др.-греч. Ὀφίων, «змей, Офион») — род наездников из семейства Ichneumonidae (подсемейство Ophioninae).

## Описание
Наездники средних размеров, в длину достигающие 10—20 мм. Распространены всесветно, кроме Афротропики и Австралии.

## Экология и местообитания
Встретить можно под пологом леса и на кустарниковых полях. Представители рода — паразиты чешуекрылых, иногда и жесткокрылых.
Большинство видов Ophion ведут преимущественно ночной образ жизни, но самцы некоторых видов летают днём. Это эндопаразитоиды-коинобионты гусениц чешуекрылых, в основном совок, но в некоторой степени также и пядениц и серпокрылок, которые подвергаются нападениям в основном (или исключительно) в течение их последнего возраста. Ophion — это род, преимущественно встречающийся в умеренной зоне, а в тропиках известно относительно немного видов, которые, по-видимому, ограничены более высокими возвышенностями и более прохладными районами.

## Список видов
Известно 79 палеарктических и 17 неарктических видов.
Европейские виды:
- Ophion abbreviator  (Fabricius, 1793)
- Ophion albistylus  Szépligeti, 1905
- Ophion andalusiacus  (Shestakov, 1926)
- Ophion areolaris  Brauns, 1889
- Ophion atlanticus  Roman, 1938
- Ophion brevicornis  Morley, 1915
- Ophion compensator  (Fabricius, 1793)
- Ophion cortesi  Ceballos, 1938
- Ophion costatus  Ratzeburg, 1848
- Ophion crassicornis  Brock, 1982
- Ophion dispar  Brauns, 1895
- Ophion forticornis  Morley, 1915
- Ophion frontalis  Strobl. 1904
- Ophion fuscicollis  Hellén 1926
- Ophion kevoensis  Jussila 1965
- Ophion longigena  Thomson 1888
- Ophion luteus  (Linnaeus 1758)
- Ophion minutus  Kriechbaumer 1879
- Ophion mocsaryi  Brauns 1889
- Ophion neglectus  Habermehl 1930
- Ophion nigricans  Ruthe 1859
- Ophion obscuratus  Fabricius 1798
- Ophion ocellaris  Ulbricht 1926
- Ophion parvulus  Kriechbaumer 1879
- Ophion perkinsi  Brock 1982
- Ophion pteridis  Kriechbaumer 1879
- Ophion rostralis  Meyer 1935
- Ophion scutellaris  Thomson 1888
- Ophion sibiricus  (Szépligeti, 1905)
- Ophion subarcticus  Hellén, 1926
- Ophion summimontis  Heinrich, 1953
- Ophion ventricosus  Gravenhorst, 1829
- Ophion wuestneii  Kriechbaumer, 1892

### Дополнение
- 2019: Ophion angularis, Ophion arenarius, Ophion autumnalis, Ophion borealis, Ophion broadi, Ophion brocki, Ophion confusus, Ophion ellenae, Ophion inclinans, Ophion kallanderi, Ophion matti , Ophion norei, Ophion paraparvulus, Ophion paukkuneni, Ophion splendens , Ophion sylvestris, Ophion tenuicornis, Ophion vardali[3]
- 2021: Ophion albanicus, O. anatolicus, O. canariensis, O. castilloae, O. cypriotus, O. incarinatus, O. trochantellatus, O. mediterraneus, O. pusillus, O. rugipleuris, Ophion ziczac[5]